# Ізворул-Тротушулуй
Ізворул-Тротушулуй (рум. Izvorul Trotușului) — село у повіті Харгіта в Румунії. Входить до складу комуни Лунка-де-Сус.
Село розташоване на відстані 227 км на північ від Бухареста, 16 км на північний схід від М'єркуря-Чука, 146 км на південний захід від Ясс, 95 км на північ від Брашова.

## Населення
За даними перепису населення 2002 року у селі проживала 741 особа, усі — угорці. Усі жителі села рідною мовою назвали угорську.